# Könshormonbindande globulin

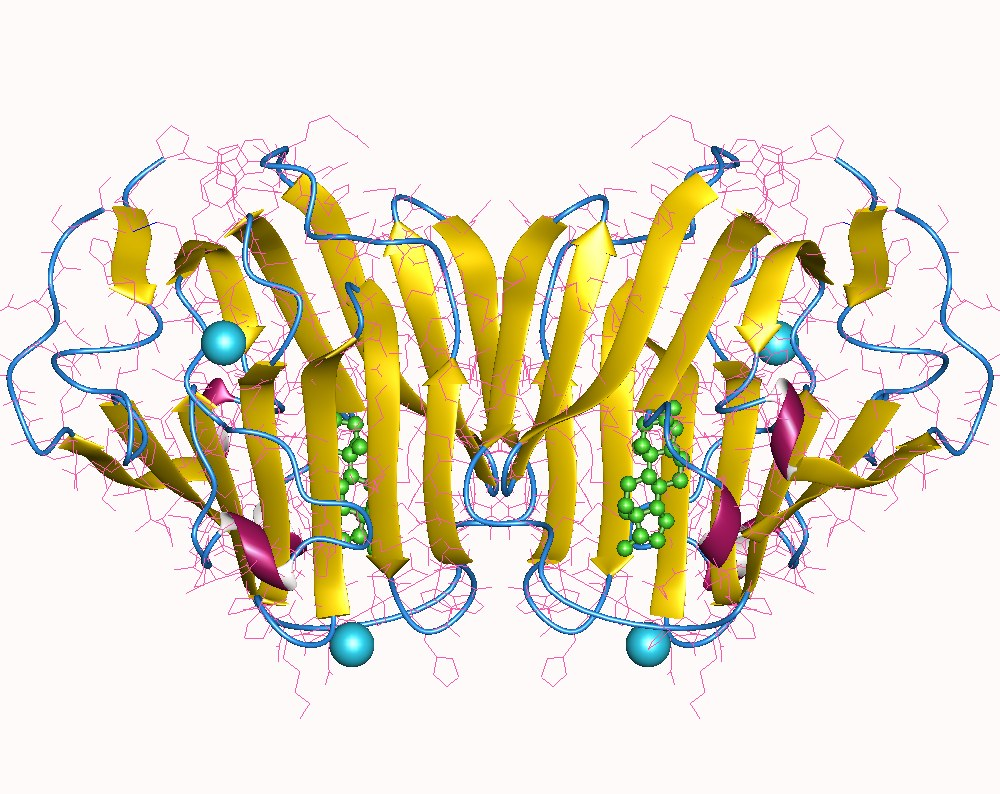
SHBG dimer, Human.

Könshormonbindande globulin eller Sexualhormonbindande globulin (SHBG) är ett glykoprotein som binder och transporterar könshormonerna testosteron, dihydrotestosteron och östradiol.
Nivåerna av SHBG är som högst under barnaåren för att för båda könen minska vid puberteten. Fertila kvinnor har normalt högre värden av SHBG än män. Hos både män och kvinnor sjunker blodvärdena av SHBG ytterligare på äldre dagar, för kvinnor vid klimakteriet och för män när testosteronnivåerna sjunker. Mängden SHBG ökar vid giftstruma, leversjukdomar, anorexia nervosa och oralt intag av östrogen. Det minskar vid hypotyreos, fetma, Cushings sjukdom och oralt intag av androgener.